# Федеральный государственный образовательный стандарт (Россия)
Федеральный государственный образовательный стандарт (ФГОС) — совокупность обязательных требований к образованию определённого уровня и (или)  к профессии, специальности и направлению подготовки, утверждённых федеральным органом исполнительной власти, осуществляющим функции по выработке государственной политики и нормативно-правовому регулированию в сфере образования. К образовательным стандартам, принятым до 2009 года, применялось название «Государственные образовательные стандарты». До 2000 года, до принятия государственных стандартов по каждой ступени общего образования и специальности (направления подготовки) профессионального образования, в рамках общего государственного образовательного стандарта применялись государственные требования к минимуму содержания уровню подготовки выпускника по каждой ступени образования и специальности.
ФГОС ВО обязательны к применению всеми имеющими государственную аккредитацию вузами Российской Федерации. В соответствии с Федеральным законом от 10.11.2009 № 259-ФЗ «О Московском государственном университете имени М. В. Ломоносова и Санкт-Петербургском государственном университете» и Федеральным законом от 29.12.2012 № 273-ФЗ «Об образовании в Российской Федерации» Московский государственный университет им. М. В. Ломоносова, Санкт-Петербургский государственный университет, образовательные организации высшего образования, в отношении которых установлена категория «федеральный университет» или «национальный исследовательский университет», а также федеральные государственные образовательные организации высшего образования, перечень которых утверждается указом Президента Российской Федерации, вправе разрабатывать и утверждать самостоятельно образовательные стандарты по всем уровням высшего образования. Требования к условиям реализации и результатам освоения образовательных программ высшего образования, включённые в такие образовательные стандарты, не могут быть ниже соответствующих требований федеральных государственных образовательных стандартов.

## Цели ФГОС
Федеральные государственные образовательные стандарты обеспечивают:
- единство образовательного пространства Российской Федерации;
- преемственность основных образовательных программ дошкольного, начального общего, основного общего, среднего (полного) общего, начального профессионального, среднего профессионального и высшего профессионального образования;
- духовно-нравственное развитие и воспитание.

Федеральными государственными образовательными стандартами устанавливаются сроки получения общего образования и профессионального образования с учётом различных форм обучения, образовательных технологий и особенностей отдельных категорий обучающихся.
Стандарт является основой для:
- разработки примерных основных образовательных программ;
- разработки программ учебных предметов, курсов, учебной литературы, контрольно-измерительных материалов;
- организации образовательного процесса в образовательных организациях, реализующих основную образовательную программу в соответствии со стандартом, независимо от их организационно-правовых форм и подчинённости;
- разработки нормативов финансового обеспечения образовательной деятельности образовательных организаций, реализующих основную образовательную программу, формирования государственного (муниципального) задания для образовательного учреждения;
- осуществления контроля и надзора за соблюдением законодательства Российской Федерации в области образования;
- проведения государственной (итоговой) и промежуточной аттестации обучающихся;
- построения системы внутреннего мониторинга качества образования в образовательном учреждении;
- организации деятельности работы методических служб;
- аттестации педагогических работников и административно-управленческого персонала государственных и муниципальных образовательных учреждений;
- организации подготовки, профессиональной переподготовки и повышения квалификации работников образования.

## Структура ФГОС
Каждый стандарт согласно Федеральному закону от 29 декабря 2012 года № 273-ФЗ включает 3 вида требований:
- требования к структуре основных образовательных программ, в том числе требования к соотношению частей основной образовательной программы и их объёму, а также к соотношению обязательной части основной образовательной программы и части, формируемой участниками образовательного процесса;
- требования к условиям реализации основных образовательных программ, в том числе кадровым, финансовым, материально-техническим и иным условиям;
- требования к результатам освоения основных образовательных программ[3].

Высшее образование должно вырабатывать у студентов общекультурные и профессиональные компетенции. Предыдущее, второе, поколение ФГОС было разработано в 2005 году.

## Реализация ФГОС в образовательном процессе
Для реализации каждого ФГОС образовательное учреждение должно разработать основную образовательную программу (ООП), включающую учебный план, календарный учебный график, рабочие программы учебных предметов, курсов, дисциплин (модулей), иных компонентов, а также оценочные и методические материалы.

## Поколения государственных образовательных стандартов
Стандарты общего образования:
- стандарты первого поколения (были приняты в 2004 году и именовались государственными образовательными стандартами)[6];
- стандарты второго поколения (были приняты — для начального общего образования (1-4 классы) 6 октября 2009 года, для основного общего образования (5-9 классы) 17 декабря 2010 года, для среднего (полного) общего образования (10-11 классы) 17 мая 2012 года). Эти стандарты ориентированы на результат и развитие универсальных учебных действий[7].

Стандарты высшего профессионального образования:
- стандарты первого поколения (утверждались с 2000 года и именовались государственными образовательными стандартами);
- стандарты второго поколения (утверждались с 2005 года и именовались государственными образовательными стандартами)[4], ориентированные на получение студентами знаний, умений и навыков;
- стандарты третьего поколения (утверждаются с 2009 года)[8], согласно которым высшее образование должно вырабатывать у студентов общекультурные и профессиональные компетенции.

До 2000 года применялся единый государственный стандарт высшего профессионального образования, который был утверждён постановлением Правительства Российской Федерации от 12 августа 1994 года № 940 и определял:
- структуру высшего профессионального образования, документы о высшем образовании;
- общие требования к основным профессиональным образовательным программам высшего профессионального образования и условиям их реализации;
- общие нормативы учебной нагрузки студента высшего учебного заведения и её объём;
- академические свободы высшего учебного заведения в определении содержания высшего профессионального образования;
- общие требования к перечню направлений (специальностей) высшего профессионального образования;
- порядок разработки и утверждения государственных требований к минимуму содержания и уровню подготовки выпускников по конкретным направлениям (специальностям) высшего профессионального образования в качестве федерального компонента;
- правила государственного контроля за соблюдением требований государственного образовательного стандарта высшего профессионального образования[9].

По каждому направлению подготовки (специальности) принимались государственные требования к минимуму содержания и уровню подготовки выпускников.
С 1 сентября 2013 года согласно закону «Об образовании в Российской Федерации» от 29 декабря 2012 года № 273 должны утверждаться стандарты нового поколения, в том числе и для программ высшего образования − подготовки научно-педагогических кадров, в соответствие с новым законом, а также для дошкольного образования, для которого ранее были предусмотрены Федеральные государственные образовательные требования к структуре основной общеобразовательной программы дошкольного образования.

## Разработка ФГОС
Стандарты могут разрабатываться по образовательным уровням, ступеням образования, профессиям, направлениям подготовки, специальностям и заменяются новыми не реже одного раза в 10 лет.
Федеральные государственные образовательные стандарты общего образования разрабатываются по уровням образования, федеральные государственные образовательные стандарты профессионального образования могут разрабатываться также по профессиям, специальностям и направлениям подготовки по соответствующим уровням профессионального образования.
При формировании федеральных государственных образовательных стандартов профессионального образования учитываются положения соответствующих профессиональных стандартов.
Разработка ФГОС осуществляется с учётом актуальных и перспективных потребностей личности, развития общества и государства, его обороны и безопасности, образования, науки, культуры, техники и технологий, экономики и социальной сферы в порядке, установленном законодательством Российской Федерации о размещении заказов на поставки товаров, выполнение работ, оказание услуг для государственных или муниципальных нужд.
ФГОС высшего профессионального образования разрабатываются учебно-методическими объединениями вузов по соответствующим направлениями подготовки (специальностям).
Проекты стандартов направляются в Министерство образования и науки Российской Федерации, которое размещает их на своём официальном сайте в сети Интернет для обсуждения с участием представителей заинтересованных органов исполнительной власти, государственно-общественных объединений, действующих в системе образования, ведущих образовательных и научных учреждений, научно-педагогических сообществ, объединений работодателей и институтов общественного участия в управлении образованием, и направляет их на независимую экспертизу.
Независимая экспертиза проектов стандартов проводится в 14-дневный срок со дня их получения из Министерства образования и науки Российской Федерации:
- объединениями работодателей, организациями, осуществляющими деятельность в соответствующих отраслях экономики, — по проектам стандартов начального профессионального, среднего профессионального и высшего образования;
- институтами общественного участия в управлении образованием, органами исполнительной власти субъектов Российской Федерации, осуществляющими управление в сфере образования, — по проектам стандартов общего образования;
- Министерством обороны Российской Федерации и другими федеральными органами исполнительной власти, в которых федеральным законом предусмотрена военная служба, — по проектам стандартов среднего (полного) общего образования, среднего профессионального образования в части вопросов, касающихся подготовки граждан к военной службе.

По результатам независимой экспертизы в Министерство образования и науки Российской Федерации направляется экспертное заключение, подписанное руководителем организации или органа, проводивших экспертизу, или уполномоченным им лицом.
Проекты ФГОС, замечания и экспертные заключения к ним обсуждаются советом Министерства образования и науки Российской Федерации по федеральным государственным образовательным стандартам, который принимает решение рекомендовать проект стандарта к утверждению, либо к доработке, либо к отклонению. После получения решения совета Министерство образования и науки Российской Федерации принимает собственное решение относительно утверждения стандарта.
Внесения изменений в ФГОС осуществляется в том же порядке, что и принятие самих ФГОС.
Порядок принятия ФГОС осуществляется в соответствии с Правилами разработки и утверждения федеральных государственных образовательных стандартов, утверждаемыми Правительством Российской Федерации.
ФГОС ВПО разрабатываются Учебно-методическими объединениями вузов по образованию по соответствующим направлениям подготовки и их базовыми вузами.
В связи с принятием нового закона об образовании и изменений к Трудовому кодексу, вводящим понятие профессионального стандарта по каждой профессии (профессиональной области), планируется разработка ФГОС с учётом положений профессиональных стандартов.
С 2015 года список 50 наиболее востребованных на рынке труда, новых и перспективных профессий, требующих среднего профессионального образования используется для разработки и актуализации профессиональных стандартов, федеральных государственных образовательных стандартов и образовательных программ.

## История разработки образовательных стандартов в России
Впервые понятие образовательного стандарта в России появилось в 1992 году с введением Закона РФ «Об образовании», статья 7 которого была посвящена государственным образовательным стандартам. В первоначальной редакции закона стандарт общего образования принимался Верховным советом РФ, но в связи с принятием Конституции 1993 года это положение было отменено, и функции по принятию образовательных стандартов были переданы органам исполнительной власти в определённом Правительством РФ порядке. Верховный совет РФ за период, когда у него было право утверждения образовательного стандарта, его так и не утвердил.
По мнению бывшего министра образования РФ Эдуарда Дмитриевича Днепрова, существенный шаг назад — в сторону унитаризма в образовании — делали проекты поправок, снимая в законе понятие «национально-региональный компонент» государственных образовательных стандартов и заменяя его «региональным компонентом» (ст. 7, п. 1; ст. 29, п. 2е). Эта тенденция прослеживалась и в утверждённом Министерством образования в 1993 г. базисном учебном плане. Усилившаяся к 1996 году стандартизация образования вызвала сопротивление педагогической общественности, выразившееся в забастовках и акциях протеста работников системы образования.
В редакции, предложенной разработчиками закона «Об образовании» в 1992 году, образовательный стандарт, точнее его федеральный компонент, состоял из пяти элементов:
- цели образования на каждой ступени обучения
- требования к базовому содержанию основных образовательных программ
- предельно допустимый объём аудиторной учебной нагрузки
- требования к уровню подготовки учащихся, оканчивающих различные ступени школы
- требования к условиям образовательного процесса

Под давлением сторонников предметно-методического подхода эта редакция была деформирована депутатами профильного комитета Верховного Совета РФ и сокращена до трёхсоставной формулы: «обязательный минимум содержания основных образовательных программ, максимальный объём учебной нагрузки обучающихся, требования к уровню подготовки выпускников» (в число коих неправомерно включались и оканчивающие начальную школу).
В результате этого из статьи 7 закона, посвящённой образовательным стандартам:
- из стандартов исчезал целевой блок;
- требования к базовому содержанию основных образовательных программ заменялись «обязательным минимумом», то есть всё тем же традиционным перечнем предметных тем; в итоге стандарт превращался в обычный набор предметных программ;
- исчезало понятие предельно допустимой аудиторной нагрузки, что отнюдь не адекватно понятию максимальной нагрузки вообще;
- из стандарта исчезли требования к условиям образовательного процесса[17].

Оставшаяся в законе указанная трёхмерность федерального компонента образовательного стандарта, по мнению Э. Д. Днепрова, «уже вскоре оказалась явно недостаточной, не адекватной ни потребностям образовательной практики, ни запросам развития самого законодательства об образовании. Именно поэтому уже при принятии в 1996 году Федерального закона „О высшем и послевузовском профессиональном образовании“ произошёл слом этой узкой законодательной нормы и частичный возврат к исходному замыслу Закона Российской Федерации „Об образовании“. В пункте 2 статьи 5 вузовского закона вновь появились „требования к обязательному минимуму содержания основных образовательных программ“ и „условиям их реализации“. Таким образом, возвращаясь к истокам, этот закон делал два существенных шага вперёд в трактовке образовательного стандарта. Вновь обращалось внимание на условия реализации образовательных программ и вводились требования к их обязательному минимуму, что уже не позволяло свести этот минимум к банальному перечню предметных тем».
Обязательность принятия федерального государственного образовательного стандарта была установлена Конституцией Российской Федерации, принятой на всероссийском голосовании 12 декабря 1993 года.
В 1993—1999 года разрабатывались временные образовательные стандарты и федеральные компоненты государственного образовательного стандарта.
С 2000 года стали разрабатываться ГОС первого поколения (для общего образования) и первого и второго поколений (для высшего образования).
В истории разработка государственных стандартов общего образования имеет четыре этапа: 1993—1996, 1997—1998 и 2002—2003, 2010—2011 гг. На каждом из этих этапов мотивы разработки стандартов менялись. На первых двух — незначительно, в рамках общей и образовательной политики. На третьем и четвёртом — кардинально, в русле личностно-ориентированной и деятельностно-развивающей педагогики.
С принятием изменений в Закон Российской Федерации «Об образовании» в 2009 году стали разрабатываться стандарты нового поколения — федеральные государственные образовательные стандарты. Именно они стали федеральными. Стандарты предыдущих поколений по существу федеральными государственными образовательными стандартами не являлись, а были лишь его компонентами.
СМИ сообщили о разработке новой дисциплины для ВУЗов, которая получит название «Основы российской государственности».  Предполагается, что новый предмет появится уже в 2023 учебном году: студенты негуманитарных специальностей будут изучать «Основы российской государственности» один год, а историки и политологи — на протяжении всего времени обучения.

## Критика образовательных стандартов
Скептическое отношение к заложенным в образовательных стандартах идеях прослеживается как минимум с 1930-х годов, когда Михаилом Булгаковым были написаны такие произведения, как «Собачье сердце» и «Роковые яйца», в которых писатель в художественной форме высмеял попытки лихого преобразования природы человека (в духе господствовавшего тогда духа «победителей Природы»).
Подробно изучая вопрос целесообразности применения стандартов в обучении в средней школе, профессор, д.п.н. В. В. Кумарин [1928-2002], обратил внимание читателей на следующее:
- тезис о возможности преобразовать (победить) природу человека по своему хотению (как частный случай — освоить каждому некий стандарт знаний) подвергалась сомнению уже во времена Древней Греции и Рима, в частности, приверженцами фатализма (предопределённости в чём-то судьбы каждого человека и возможности лишь ограниченного вмешательства человеческой воли в это предназначение).
- уже более 500 лет назад такие столпы мировой педагогики, как Ян Амос Коменский, проводили мысль о том, что целесообразно учить каждого в соответствии с его заложенными природой (в религиозном мировоззрении — данными Богом) способностями, а не в произвольном направлении и объёме по нашему хотению. Позже эти подходы были подхвачены и более подробно разработаны целым рядом известных педагогов (И. Песталоцци, А. Дистервег, Дж. Дьюи, Г. Кершенштейнер, К. Д. Ушинский, А. С. Макаренко и др.)
- в основе подхода стандартизации в обучении лежит тезис о возможности новообразования (вот так, в буквальном смысле) учебных способностей учащихся, причём по единому плану, в одном и том же темпе (определяемыми, конечно, в соответствующем министерстве и одинаково на всю страну — чтобы, якобы, никого не обидеть) и проследил его авторство к создателям теории культуросообразного обучения, тесно сотрудничавшим Л. С. Выготскому и Т. Д. Лысенко.
- что научными исследованиями в области генетики, молекулярной биологии со второй половины XX века уже вполне определённо установлено, что биологическое разнообразие человека является одним из существенных условий сохранения и выживания человечества как вида и что это разнообразие в пределах человеческой популяции является достаточно существенным. Из этих наблюдений вытекает, что все попытки предполагаемых для достижения образовательного стандарта новообразований учебных способностей не только будут иметь низкий КПД для достижения целевого показателя (уровня учебной подготовки), но и сопровождаться большими накладками (нанесением существенного морального, умственного и физического ущерба учащимся, что подтверждается приводимой автором статистикой динамики здоровья российских школьников).
- в педагогике, в отличие от сельского хозяйства, применение лысенковщины в России по сию пору изжить не удалось, что связано с одной стороны, с сиюминутным удобством этой концепции для не слишком ответственных перед обществом и (или) малограмотных педагогов, с другой — заметно большим характерным временем наступления последствий такого применения в педагогике (многие годы, в отличие от ближайшей осени в сельском хозяйстве), при этом связь применяемых концепций и плодов «образования» менее очевидна и труднее доказуема.
- В. В. Кумарин обратил внимание на то, что соотношение пользы и вреда от попыток стандартизации обучения существенно меняется в зависимости от объёма и сложности стандартизуемых знаний и навыков: если в начальной школе (при освоении самых общих и, действительно, общеупотребимых знаний) преобладает польза, то где-то к окончанию 8-9 класса польза и накладки стандартизации уже уравниваются, а затем накладки (при попытке всеобщего принудительного применения стандарта) уже превышают пользу. Заметим, что наличие достаточно сложного переводного экзамена в старшие классы во французских средних школах (проходят менее половины выпускников 9-го класса), использование платы в старших классах японских школ весьма определённо подтверждают это наблюдение.
- в современной педагогике большинства развитых стран (от Англии и США до Японии) применяются стандарты на знание отдельных учебных курсов (предметов), а не на знания всего учащегося в целом. Это различие весьма существенно для всей школьной жизни (отдельный предмет (курс) вполне можно не зачесть в общем аттестате, а от оставления учащихся на второй и т. п. годы, что пытались делать в советских школах, пришлось довольно быстро отказаться из-за крайне низкой пользы и больших накладок подобных подходов).[21]

Открыто критикует идеи, воплощённые в образовательных стандартах, бывший министр образования РФ Э. Д. Днепров, посвятивший вопросу стандартизации образования книгу «Новейшая политическая история российского образования: опыт и уроки».
Критически относится к проблеме стандартизации образования И. И. Калина, министр Правительства Москвы, руководитель Департамента образования города Москвы.
Имеется ряд публикаций, в которых отмечается, что заявленные разработчиками стандартов идеи и подходы фактически в них не реализованы. Особенно это касается ФГОС среднего профессионального образования, в основу которых положен компетентностный подход.